# Vicente da Fonseca Lucas
Vicente da Fonseca Lucas   (Maputo, 24 de setembre de 1935), conegut com a Vicente Lucas o simplement Vicente, és un exfutbolista portuguès, nascut a Moçambic, de les dècades de 1950 i 1960.
Fou internacional amb la selecció de futbol de Portugal amb la qual participà a la Copa del Món de futbol de 1966.
Pel que fa a clubs, la seva trajectòria transcorregué íntegrament a CF Os Belenenses.
Fou entrenador als clubs Amiense (1979−1980), GD Sesimbra (1980−1981) i CF Os Belenenses (1990).
El seu germà Matateu també fou internacionals portuguès.